# Jubmes banka Beograd
Jubmes banka Beograd (code BELEX: JMBN) est une banque serbe dont le siège est à Belgrade. Elle entre dans la composition du BELEXline, l'un des indices principaux de la Bourse de Belgrade.
Jubmes est un acronyme pour Jugoslovenska banka za međunarodnu ekonomsku saradnju, « Banque yougoslave pour la coopération économique internationale ».

## Historique
Jubmes banka Beograd a été admise au libre marché de la Bourse de Belgrade le 20 octobre 2004.

## Activités
Jubmes banka Beograd est une banque commerciale, qui propose à ses clients, particuliers ou entreprises, des comptes de dépôts, des prêts, des cartes de crédit, un service de banque en ligne etc. Parmi ses filiales, on peut citer Chip Card Beograd.

## Données boursières
Le 11 juin 2014, l'action de Jubmes banka Beograd valait 4 333 RSD (37,72 EUR). Elle a connu son cours le plus élevé, soit 165 000 RSD (1 436,60 EUR), le 23 avril 2007 et son cours le plus bas, soit 4 299 RSD (37,42 EUR), le 3 juin 2014.
Le capital de Jubmes banka Beograd est détenu à hauteur de 87,32 % par des entités juridiques, dont 20,07 % par l'État serbe,.